# ザコシ・くっきーのシュシュっとごくろうさん
『ザコシ・くっきーのシュシュっとごくろうさん』は、2024年10月14日からYouTubeで配信されているバラエティ動画である。毎週月曜21時更新。

## 概要
『ハリウッドザコシショウとくっきー！は地上波ゴールデンでも司会が出来る！』と各テレビ局に番組を買い取ってもらう為、番組制作会社が作ったバラエティ番組をお送りする動画である。

## 出演
- ハリウッドザコシショウ
- くっきー！（野性爆弾）

## 配信内容
| 配信日          | 話数       | タイトル                                       | ゲスト                                                                         |
| --------------- | ---------- | ---------------------------------------------- | ------------------------------------------------------------------------------ |
| 2024年 10月14日 | 1          | オープニングセレモニー                         | 小杉竜一（ブラックマヨネーズ）                                                 |
| 10月21日        | 2          | 徹子の部屋                                     | 小杉竜一（ブラックマヨネーズ）                                                 |
| 10月28日        | 3          | アメリカ横断ウルトラクイズ                     | 小杉竜一（ブラックマヨネーズ）                                                 |
| 11月4日         | 4          | ザコシ・くっきー！探検シリーズ                 | 後藤輝基（フットボールアワー)                                                  |
| 11月11日        | 5          | 歯垢・恥垢deクッキング                         | 後藤輝基（フットボールアワー)                                                  |
| 11月18日        | 6          | ザコシ・くっきー！探検シリーズシーズン２       | 後藤輝基（フットボールアワー)                                                  |
| 11月25日        | 7          | 逃走中の舞台裏                                 | 後藤輝基（フットボールアワー)                                                  |
| 12月2日         | 8          | ミッションインポッシブル                       | 加護亜依                                                                       |
| 12月9日         | 9          | シュシュっと的大好物王決定戦                   | 加護亜依                                                                       |
| 12月16日        | 10         | ミッションインポッシブル完結編                 | 加護亜依                                                                       |
| 12月23日        | 11         | シュシュっとごくろうサンタ                     | 街裏ぴんく、黒瀬純（パンクブーブー）                                           |
| 12月30日        | 12         | シュシュごく大忘年会                           | なし                                                                           |
| 2025年 1月1日   | 特別編(13) | 元日スペシャル鏡開き                           | 松本りんす（だーりんず）、歩子、東京ホテイソン、お見送り芸人しんいち、虹の黄昏 |
| 1月6日          | 14         | 第１回Ｙ-１グランプリ                          | 松本りんす（だーりんず）、歩子、東京ホテイソン、お見送り芸人しんいち、虹の黄昏 |
| 1月13日         | 15         | シュシュっとプレバト                           | 街裏ぴんく、ハリウリサ                                                         |
| 1月20日         | 16         | トロッコアドベンチャー                         | 街裏ぴんく、ハリウリサ                                                         |
| 1月27日         | 17         | セクシー女優だらけの帰れま５                   | 藤本敏史（FUJIWARA)、稲盛美優、月島さくら、真木今日子、朝比ゆの、賀川かのこ    |
| 2月3日          | 18         | シュシュっと言うわよお悩み相談スペシャル       | 藤本敏史（FUJIWARA）                                                           |
| 2月10日         | 19         | シュシュっと朝まで生テレビ                     | 長谷川忍（シソンヌ）                                                           |
| 2月17日         | 20         | シュシュっと鑑定団                             | 長谷川忍（シソンヌ）                                                           |
| 2月24日         | 21         | シュシュっとカジノ                             | 屋敷裕政（ニューヨーク）                                                       |
| 3月3日          | 22         | 銀の盾争奪戦                                   | 屋敷裕政（ニューヨーク）                                                       |
| 3月10日         | 23         | シュシュっとカジノseason2                      | 陣内智則                                                                       |
| 3月17日         | 24         | シュシュっと可愛いもの王決定戦                 | 陣内智則                                                                       |
| 3月24日         | 25         | シュシュっとコラえて！                         | りんたろー。（EXIT）                                                           |
| 3月31日         | 26         | シュシュっとチャラ男講座                       | りんたろー。（EXIT）                                                           |
| 4月3日          | 27         | シュシュっとカジノseason3                      | みなみかわ                                                                     |
| 4月10日         | 28         | 番組オリジナル曲を作ろう！                     | みなみかわ                                                                     |
| 4月17日         | 29         | クイズあらぽん                                 | 司会：村田秀亮（とろサーモン）、あらぽん                                       |
| 4月28日         | 30         | クイズあらぽん                                 | 司会：村田秀亮（とろサーモン）、あらぽん                                       |
| 5月5日          | 31         | ロード・トゥ・アキラ                           | 川島明（麒麟）、あらぽん                                                       |
| 5月12日・19日   | 32・33     | シュシュっとアイドルプロジェクト               | おいでやす小田、浦野秀太（OWV）、中川勝就（OWV）、あらぽん                     |
| 5月26日         | 34         | シュシュごくトーク                             | 松井ケムリ（令和ロマン）                                                       |
| 6月2日          | 35         | 小道具OFF                                      | 松井ケムリ（令和ロマン）                                                       |
| 6月9日          | 36         | クイズ!山里ドッキリ〜なんと言ったでしょうか?〜 | 山里亮太（南海キャンディーズ）                                                 |
| 6月16日         | 37         | シュシュモネア                                 | 山里亮太（南海キャンディーズ）                                                 |
| 6月23日         | 38         | シュシュっとカジノseason4                      | 小峠英二（バイきんぐ）                                                         |
| 6月30日         | 39         | シュシュっとAIごくろうさん                     | 小峠英二（バイきんぐ）、ヒコロヒー                                             |
| 7月7日          | 40         | 芸能界一のモテ王決定戦                         | 河合ゆずる（アインシュタイン）                                                 |
| 7月14日         | 41         | クイズ! おしゃれマスター河合ゆずる             | 河合ゆずる（アインシュタイン）                                                 |
| 7月21日         | 42         | ホストクラブしゅしゅごく                       | ヒコロヒー                                                                     |
| 7月28日         | 43         | シュシュっとカジノseason5                      | ベッキー                                                                       |
| 8月4日          | 44         | BOKKINグランプリ                               | ベッキー                                                                       |
| 8月11日         | 45         | シュシュっとカジノseason6                      | 川島明（麒麟）                                                                 |

## その他
シュシュごく大忘年会の回で動画の収益はゲストのギャラ、裏方の給料、製作費が精いっぱいでメインの二人とも第一回から現在までノーギャラで出演している。